# Pietro Mengoli
Pietro Mengoli (1626, Bolonia, Italia – 7 de julio de 1686, Bolonia) fue un matemático italiano y clérigo de Bolonia, Allí estudió con Bonaventura Cavalieri, en la Universidad de Bolonia, donde más tarde lo sucedió como profesor en 1647. Continuó enseñando como profesor hasta su muerte, en 1686.
Mengoli fue quien primero planteó el famoso Problema de Basilea, que fue solucionado más tarde, en 1735 por Leonhard Euler. Ese mismo año demostró que la suma de la serie armónica alternante es igual al logaritmo natural de 2.
Mengoli también demostró que la serie armónica no converge, y propuso una demostración de que producto de Wallis para {\displaystyle \pi } es correcto.
Mengoli Anticipó la idea moderna de límite de una sucesión con su estudio de quasi-proporciones en Geometria speciose elementa (1659). Mengoli empleo el término el quasi-infinito para describir el concepto de infinito y quasi-null para el de desaparición (0):
Mengoli demuestra teoremas partiendo de hipótesis claras y propiedades explícitamente declaradas, mostrando todo lo necesario. Procede a una demostración paso por paso. En el margen indica los teoremas usados en cada línea. De hecho, el trabajo comparte muchas similitudes a un libro moderno y muestra que Mengoli estaba adelantado en su tiempo al tratar su tema con un grado alto de rigor.: 261 

## Trabajos
Todos los trabajos de Pietro Mengoli fueron publicados en Bolonia:

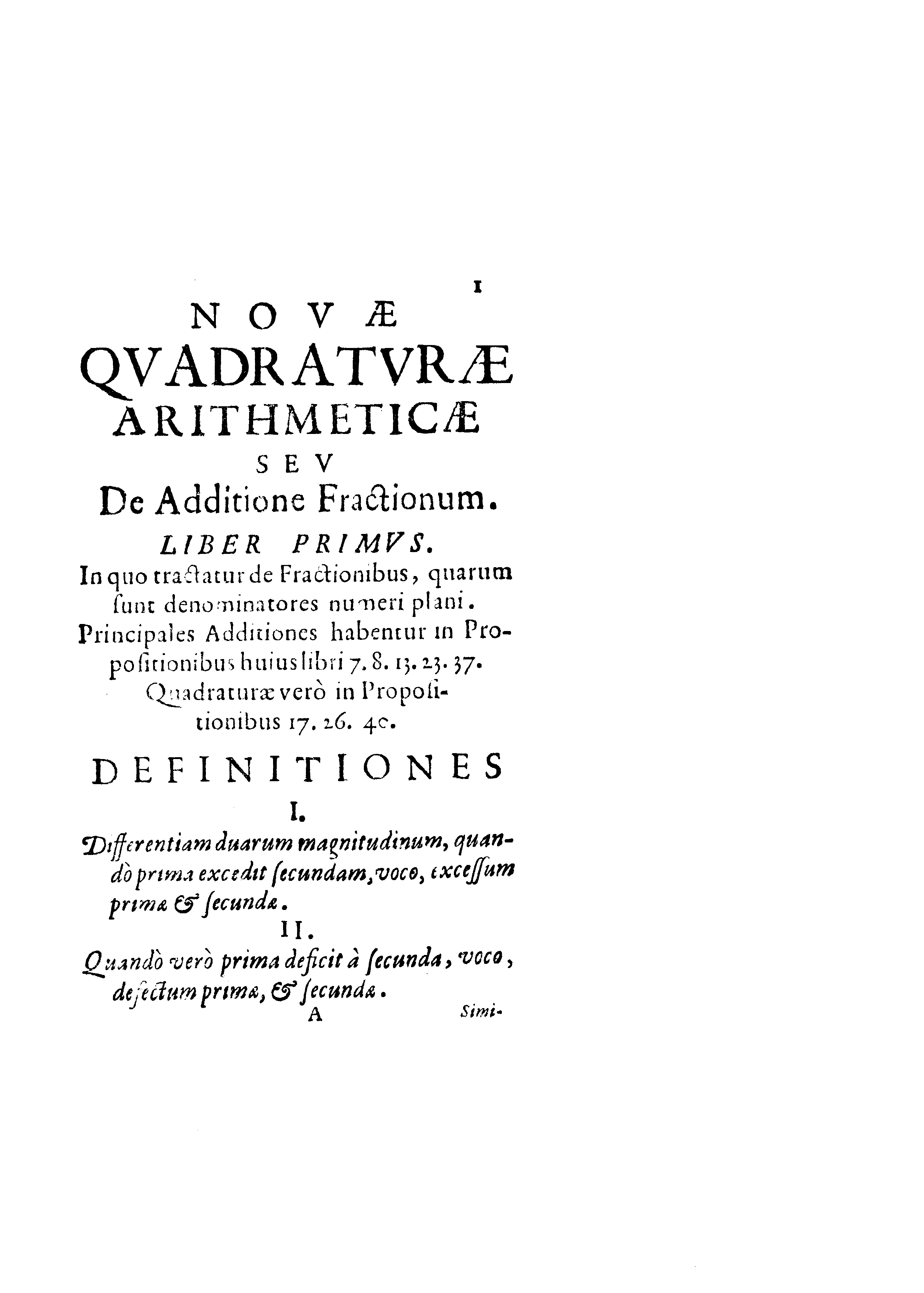
Carátula de Novae quadraturae arithmeticae, la obra más reconocida de Mengoli, 1650

- 1650: Novae quadraturae arithmeticae seu de additione fractionum en serie infinita
- 1659: Geometria speciosae elementa en quasi-proporciones para extender Euclides proportionality de su Libro 5, seis cosecha de definiciones 61 teoremas en quasi-proporción
- 1670: Refrattitione e parallase solare
- 1670: Speculattione di musica
- 1672: Circulo
- 1675: Anno en Bibical cronología
- 1681: Mese encima cosmología
- 1674: Arithmetica rationalis encima lógica
- 1675: Arithmetica realis en metafísicas